# Dren Feka
Dren Feka (* 9. Juni 1997 in Bad Oldesloe) ist ein deutsch-kosovarischer Fußballspieler.

## Karriere

### Vereine

#### Anfänge und Profivertrag beim HSV
Der im schleswig-holsteinischen Bad Oldesloe geborene Feka wuchs in Bargteheide auf. Dort begann er beim TSV Bargteheide mit dem Fußballspielen und wechselte 2009 in das Nachwuchsleistungszentrum des Hamburger SV.
Im Sommer 2015 nahm Feka unter dem Cheftrainer Bruno Labbadia an der Saisonvorbereitung der Profis teil. Er rückte schließlich zur Saison 2015/16 – obwohl noch ein Jahr für die A-Jugend (U19) spielberechtigt – in die zweite Mannschaft auf und kam in der viertklassigen Regionalliga Nord zu seinen ersten Einsätzen im Herrenbereich. Anfang Januar 2016 erhielt Feka einen Profivertrag mit einer Laufzeit bis zum 30. Juni 2018 und absolvierte auch die Wintervorbereitung mit den Profis im türkischen Belek. Er kam aber weiter lediglich in der zweiten Mannschaft zum Einsatz. Insgesamt kam Feka zu 16 Einsätzen (12-mal von Beginn) in der Regionalliga und spielte daneben 8-mal (3 Tore) in der A-Junioren-Bundesliga. In der Saison 2016/17 spielte er 28-mal in der Regionalliga Nord und erzielte 3 Tore. Im Profikader spielte Feka weder unter Labbadia noch unter dessen Nachfolger Markus Gisdol eine Rolle.

#### Wechsel in die Schweiz und Rückkehr nach Deutschland
Zur Saison 2017/18 wechselte Feka in die Schweizer Super League zum FC Luzern. In seiner ersten Saison kam er auf 3 Einsätze (2-mal von Beginn). Auch in der Saison 2018/19 konnte sich Feka nicht durchsetzen und kam erneut auf 3 Einsätze, von denen er in zweien in der Startelf stand. In beiden Spielzeiten spielte Feka zudem 16-mal (ein Tor) für die zweite Mannschaft in der viertklassigen 1. Liga. Anschließend verließ Feka den Verein mit seinem Vertragsende.
Nach über einem halben Jahr ohne Verein schloss sich Feka im Februar 2020 dem Regionalligisten SV Drochtersen/Assel an. Er kam in einem von 3 möglichen Spielen für eine Halbzeit zum Einsatz, ehe die Saison 2019/20 aufgrund der COVID-19-Pandemie abgebrochen wurde.
Zur Saison 2020/21 wechselte Feka in die 3. Liga zum VfB Lübeck. Er erhielt beim Aufsteiger einen Vertrag bis zum Saisonende. Aufgrund von Verletzungen konnte er kein Spiel absolvieren. Der VfB stieg am Saisonende wieder in die Regionalliga Nord ab, woraufhin Feka den Verein mit seinem Vertragsende verließ.
Zur Saison 2021/22 schloss sich Feka in der Regionalliga Südwest dem FC Rot-Weiß Koblenz an. Den Vertrag löste er jedoch nach etwas mehr als einer Woche wieder auf. Anfang September 2021 kehrte der 24-Jährige nach Hamburg zurück und schloss sich Altona 93 in der Regionalliga Nord an. Nach einem Jahr wechselte er im Sommer 2022 zum Ligakonkurrenten 1. FC Phönix Lübeck
Im Sommer 2023 wechselte Feka zum kosovarischen Erstligisten KF Dukagjini.
Ein Jahr später wechselte er zum FC Teutonia 05 Ottensen.

### Nationalmannschaft
Feka besitzt die deutsche und albanische Staatsangehörigkeit und ist daher für den DFB und den albanischen Fußballverband spielberechtigt.
Feka spielte im Mai 2013 drei Mal für die deutsche U16-Auswahl. Im August 2013 folgte ein weiterer Einsatz in der U17-Auswahl. Im November 2015 spielte Feka zwei Mal für die U19-Auswahl. Für die Albanische U17-Auswahl spielte er im Frühjahr 2013 drei Spiele.
Mit Wurzeln in Vushtrria im Kosovo ist er auch für die kosovarische Nationalmannschaft spielberechtigt. Im März 2015 wurde Feka von Albert Bunjaki für die inoffiziellen Testspiele der bis Mai 2016 nicht anerkannten Auswahl des Kosovo gegen Eintracht Frankfurt und Werder Bremen nominiert. Dabei wurde er bei der 0:2-Niederlage gegen Bremen am 27. März eingewechselt.
2016 wurde der kosovarischen Fußballverband Mitglied der UEFA, sodass die Mannschaften auf dieser Ebene offizielle Länderspiele bestreiten durften. Feka kam daraufhin zwischen November 2017 und Oktober 2018 im Rahmen der Qualifikation zur U21-Europameisterschaft 2019 zu 6 Einsätzen in der kosovarischen U21-Nationalmannschaft.